# Waterschap Deinum
Het Waterschap Deinum was een klein waterschap in de gemeenten Baarderadeel en Menaldumadeel in de Nederlandse provincie Friesland.
Het waterschap werd opgericht als voortzetting van de particuliere polder Deinumer Nieuwlandspolder. Het doel was de verbetering van de regulering van de waterstand en het aanleggen van wegen.
Het gebied van het voormalige waterschap maakt sinds 2004 deel uit van het Wetterskip Fryslân.